# Esquerra de Menorca
Esquerra de Menorca - Esquerra Unida de les Illes Balears (EM-EUIB) es la marca electoral con la que concurre a las elecciones autonómicas, insulares y locales la agrupación menorquina de Izquierda Unida de las Islas Baleares, la federación balear de Izquierda Unida.
Esquerra Unida en Menorca y el Partit Socialista de Menorca mantuvieron un acuerdo estable entre 1987 y 1994, denominado Entesa de l'Esquerra de Menorca, que obtuvo dos representantes en el Parlamento Balear y el Consejo Insular de Menorca en las elecciones de 1987 y 1991, ambos del PSM. Tras la ruptura del acuerdo, se presentaron en solitario, bajo la denominación Esquerra Unida - Izquierda Unida en las elecciones de 1995, obteniendo un diputado en el Parlamento Balear y en el Consejo de Menorca. En las siguientes elecciones (1999) concurrieron en coalición con Els Verds de Menorca, revalidando el escaño en el Parlamento y en el Consejo Insular. La coalición con Els Verds se rompió en 2002.
En 2010, Pablo Jiménez sustituye a Antoni Carrillos como coordinador insular de Esquerra de Menorca-Izquierda Unida de las Islas Baleares (EM-EUIB).
Pablo Jiménez (Casablanca, 1954), licenciado en Geografía, era entonces el portavoz de la campaña 'Menorca No al TTIP', además de ser miembro de la campaña estatal 'No al TTIP'. Además, también había formado parte del Área Federal de Medio Ambiente de Izquierda Unida, además de haber desarrollado la mayor parte de su empleo profesional en el sector ambiental.
Posteriormente, en las Elecciones al Parlamento de las Islas Baleares celebradas el 26 de mayo de 2019, que dieron lugar al inicio de la X legislatura, supusieron también la entrada del coordinador de Izquierda de Menorca, Pablo Jiménez, en el Parlamento balear, como diputado por Menorca del Grupo Parlamentario de Unides Podem (Podem + EUIB).